# Teodor Negoiță
Teodor Gheorghe Negoiță (n. 27 septembrie 1947, comuna Sascut, județul Bacău – d. 23 martie 2011, București, România) a fost un explorator român al întinderilor polare. În anul 1995 a devenit primul român care a atins Polul Nord. A condus prima stație românească permanentă de cercetare și explorare din Antarctica (Stația Law-Racoviță), fondată de către el și inaugurată în anul 2006.

## Scurtă biografie
Teodor Gheorghe Negoiță s-a născut la data de 27 septembrie 1947 în comuna Sascut din județul Bacău.
Deoarece părinții săi erau de profesie învățători, elevul Teodor a avut norocul să aibă acasă o bibliotecă cu foarte multe cărți vechi de călătorii.
A fost atras încă de atunci mai ales de descrierile unor expediții în zonele geografice cu acces dificil de pe planeta Terra. 
Urmează ulterior cursurile Facultății de Chimie Industrială de la Iași, devenind inginer chimist. În perioada Facultății a frecventat și cursuri la Facultatea de Geografie, de Istorie sau de Folclor. Era pasionat de etnologie și cel mai mult îl interesau pădurile ecuatoriale, Amazonia și Noua Guinee. 
După absolvirea Facultății în anul 1974, este repartizat ca inginer chimist la o fabrică din Iași. Se ocupa la fel de mult și cu tehnica, încercând să aducă diverse modificări unor instalații industriale. Ulterior, este transferat la București, la un institut de proiectare și cercetare. 

## Pasionat de speologie
După cum am spus, Teodor Negoiță era pasionat de etnologie și cel mai mult îl interesau pădurile ecuatoriale, Amazonia și Noua Guinee. În timpul liber, s-a ocupat de studiul unui grup de pigmei din Africa Ecuatorială. Coresponda în acea vreme cu Institut Catolic din Paris care i-a trimis documentația de care avea nevoie, însă era imposibil realizarea unei cercetări efective, pe teren. 
Și-a îndreptat interesul de cercetare într-un domeniu pe care putea să-l aprofundeze în țară: speologia. Avea vârsta de 33 de ani când a învățat, de unul singur, tehnica speologiei alpine. Domeniul său de interes era reprezentat de peșterile verticale, cu o adâncime de 200-300 metri, mai puțin explorate în România.  
Pasiunea sa pentru speologie a evoluat apoi către peșterile de ghețari. A reușit să-și procure cel mai bun echipament de speologie din vremea respectivă, adus din Cehoslovacia. Teodor Negoiță simțea totuși că trebuie să dezvolte speologia de ghețari mai mult decât o pasiune solitară, așa că a inițiat un proiect mai consistent. În anul 1987, este fondatorul primului program românesc de cercetări polare. Încercările de a obține aprobări pentru finanțarea acestui proiect au fost soldate cu eșec, abia după anul 1990 reușind cu succes să realizeze ceva concret.

## Expediții românești către Polul Nord
Astfel, el a organizat mai multe expediții românești, în zonele înghețate din apropiere de Polul Nord: în Groenlanda, în nordul extrem al Canadei, în arhipelagul Spitsbergen (Svalbard). A format mai multe echipe de cercetători din domenii diferite, acestea fiind primele echipe românești care au activat în exteriorul țării și erau constituite din specialiști precum geografi, geologi, ingineri, medici, biologi, etc. 
În Groenlanda și arhipelagul Spitsbergen a călătorit de unul singur, parcurgând pe schiuri în jur de 300 de kilometri prin pustiurile înghețate. 
Pasiunea sa pentru expediții în mediul arctic l-a determinat însă să renunțe la o eventuală carieră academică. Încă de la primele expediții, el a intrat în contact cu cercetătorii danezi, norvegieni, canadieni, ruși etc., cu intenția ca grupul său de cercetători polari români să nu urmeze direcții de cercetare care să se suprapună cu ale altor țări, ci să efectueze cercetări originale, care să evidențieze meritul particular al României.
În anul 1994, înființează Institutul Român de Cercetări Polare, ca instituție privată, cu scopul de a strânge în jurul său oamenii de știință din diferitele domenii pasionați de cercetările polare. Din anul 1995, înființează și conduce Fundația Antarctică Română, cu scopul de a strânge finanțări pentru expedițiile ulterioare. Fondurile pentru cercetare provin din sponsorizări și din granturile guvernamentale sau fondurile europene, prin proiectele de cercetare la care participă Fundația.  
Teodor Negoiță s-a pregătit mai mult de un an pentru a efectua o expediție la Polul Nord. În acest scop, și-a îmbunătățit condiția fizică, pentru a putea fi capabil să meargă sute de kilometri pe schiuri, să reziste frigului și să tragă după sine o sanie de 50 sau 100 de kilograme. Se pregătea chiar și opt ore pe zi, trăgând două cauciucuri după el, pentru a simula exact tractarea unei sănii în drum spre Polul Nord. Deși a beneficiat de puține fonduri financiare, Negoiță a avut voința și entuziasmul de a fi primul român care atingea Polul Nord.  
La data de 21 aprilie 1995, exploratorul Teodor Gh. Negoiță devenea primul român care atinge Polul Nord (pe schiuri), în cadrul unei expediții ruse de cercetare. El este în prezent deocamdată singurul român care a ajuns pe meleagurile lui Fram. 

## Expediții spre Polul Sud
După expediția de la Polul Nord, Teodor Gh. Negoiță și-a îndreptat aria de interes către ținutul antarctic. 
"Antarctica este singurul mediu extrem de pe planeta. Aici este atmosfera cea mai uscată de pe glob, fapt care permite studii astronomice de mare calitate, studiul atmosferei, cercetări privind schimbările climatice, studii de magnetism. Deasupra Antarcticii se află cea mai mare gaură de ozon, se pot face cercetări privind poluarea, de-aici se prelevează cei mai mulți meteoriți, se descoperă noi minerale, unele având calități deosebite și putând fi surse pentru noi tehnologii. Antarctica este, în același timp, și un „laborator biologic”, extrem de interesant pentru studiul vieții sălbatice." 
În paralel, Teodor Negoiță a obținut și titlul de Doctor în Chimie, susținând o teză de doctorat intitulată “Controlul poluării în Arctica și Antarctica”.
Dr. ing. Teodor Negoiță, directorul Institutului Român de Cercetări Polare, a fost decorat cu următoarele ordine:
- Ordinul Național "Steaua României" în grad de Ofițer (decembrie 2000) - conferit de președintele României, Emil Constantinescu
- Ordinul Național "Steaua României" în grad de Comandor (2008) - conferit de președintele Traian Băsescu

## Fondator al primei stații românești de cercetare din Antarctica
Demersul exploratorului Teodor Negoiță de a inaugura o baza românească în Antarctica a demarat în anul 1997, când a început să prezinte lucrări la „Tratatul antarctic”, la care Romania aderase încă din anul 1971. Nici un român nu prezentase până atunci contribuții evidențiate prin cercetări științifice. Deși apreciată de cercetătorii polari din celelalte țări, activitatea sa nu a fost recunoscută ca atare de către Academia Română. 

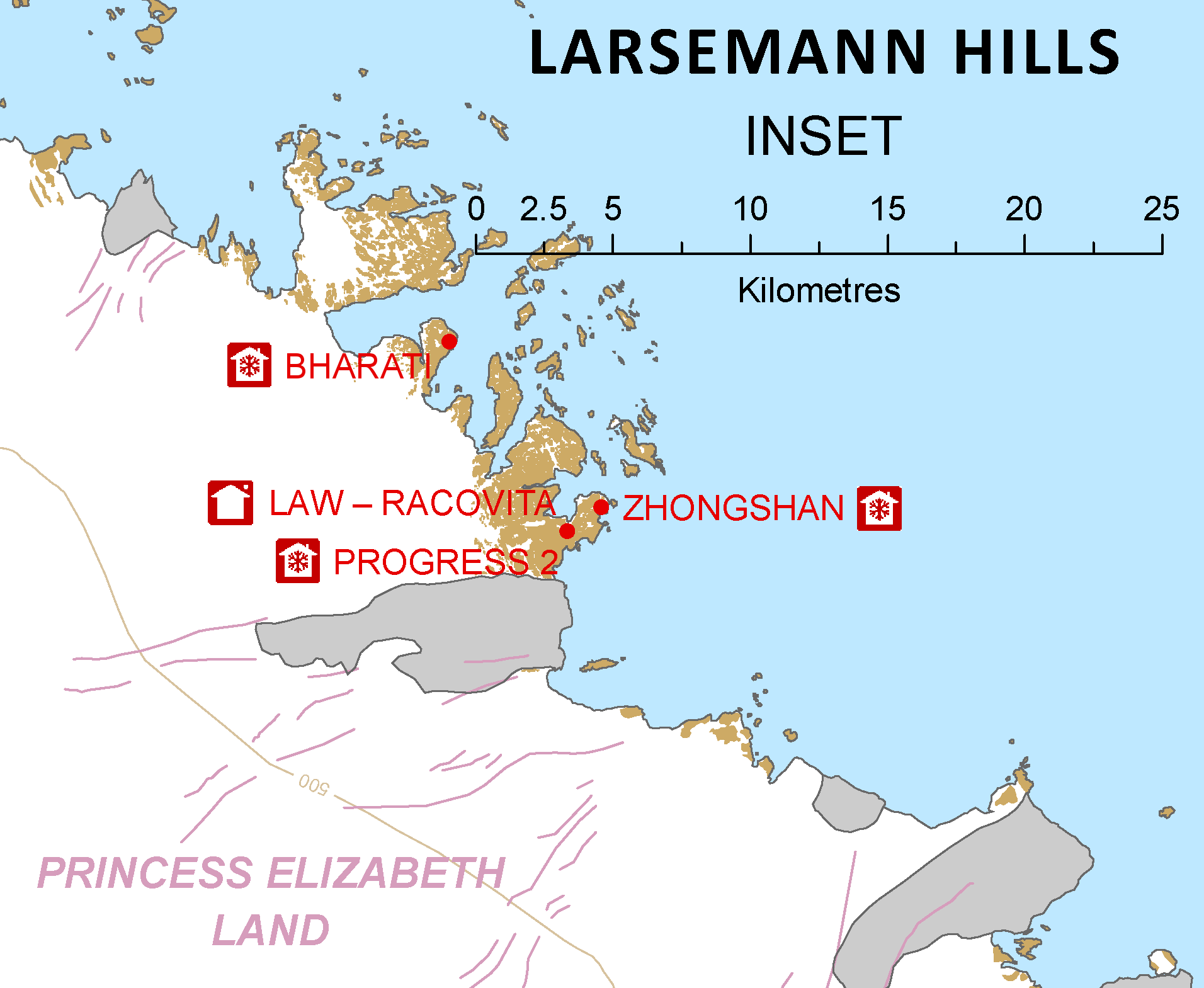
Stațiunea Law-Racoviță

Teodor Negoiță beneficiază în anul 2000, de onoarea de a avea cuvântul de deschidere, cu ocazia „Tratatului antarctic” desfășurat la Londra, în fața a 43 de țări. Scopul acestei întâlniri a fost elaborarea unui cod de navigație în Mările Antarcticii, discuțiile de fond purtându-se pe baza lucrărilor prezentate de România, SUA și Anglia. Negoiță a prezentat studiul „Direcții privind transportul maritim Antarctic și protecția mediului”. 
Cu prilejul întâlnirii anuale a Tratatului Antarctic, care s-a desfășurat în orașul Stockholm (Suedia) în iunie 2005, s-a semnat un acord prin care Australia a cedat Fundației Antarctice Române, condusă de Teodor Negoiță, una dintre bazele sale de cercetare de pe coasta de est a Antarcticii. Semnarea acestui acord a avut loc în prezența ambasadorilor celor două state: România și Australia. Astfel, exploratorului român Teodor Negoiță i-au fost recunoscute eforturile de continuare a tradiției începute de Emil Racoviță în urmă cu mai bine de un secol.
"După mai bine de 100 de ani, l-am readus pe Racoviță în Antarctica. Cea mai mare satisfacție din cariera mea am avut-o când am preluat baza de la australieni. Am fost atât de emoționat atunci, că nici nu puteam semna", a marturisit dr. Teodor Negoiță.
Cu scopul de a inaugura stația din Antarctica, Teodor Negoiță a efectuat cea de-a XIII-a expediție a sa în regiunile polare, petrecând două luni și jumătate pe continentul antarctic, într-o echipă de cercetare alături de două femei, cercetătoare în domeniul biologiei și biochimiei, primele românce în Antarctica. Scopul cercetării a fost, în afară de preluarea bazei, cel de a preleva probe de sol, sedimente și microorganisme de pe continentul înghețat.  
La data de 13 ianuarie 2006, a avut loc inaugurarea primei stații românești permanente de cercetare și explorare din Antarctica, Stația Law-Racoviță. Baza Română de Cercetări Antarctice Law-Racoviță a fost oferită României de către Divizia Antarctică Australiană. 
Baza de cercetări românească din Antarctica poartă în comun numele primului cercetător australian care a cercetat Antarctica de Est, Philip Law și al primului biolog din lume care a cercetat viața antarctică, românul Emil Racoviță. Ea a fost înființată de către guvernul australian în anul 1989, în prezent țara de la antipozi deținând alte trei stațiuni de cercetare în regiune.
"Este o premieră pentru cercetarea antarctică din România, țară semnatară din 1971 a Tratatului Antarctic, care ne dă dreptul la utilizarea teritoriului din Sudul extrem în scopuri pașnice. (...) Este mult mai ușor pentru o țară aflată într-o poziție geografică ca aceea a României să preia o bază mai veche decât să construiască una nouă", a afirmat, cu prilejul inaugurării stației, directorul Institutului Român de Cercetări Polare, Teodor Negoiță. 
Ca urmare a posibilității folosirii acestei baze, costurile anuale ale deplasării și prezenței unei expediții românești în regiune sunt estimate la circa 20.000 de dolari.
Stațiunea este amplasată în regiunea "Prințesa Elisabeta", în Dealurile Larsemann din Antarctica de Est, la o distanță apropiată (2 km) de stațiile Federației Ruse și ale Chinei, ceea ce a permis o cooperare strânsă și cu cercetătorii acestor țări, cu care se întrețin schimburi de experiență.
Stațiunea de cercetare se află într-o zonă acoperită cu rocă, nu cu gheață. Ea oferă numeroase posibilități de acces pe calota antarctică și pe jos, și cu mașini cu șenile. 
Stațiunea Law-Racoviță adăpostește prima echipă de cercetători români din luna decembrie 2006, odată cu începutul verii australe. Echipa românească urmează să efectueze cercetări de bioprospectare, ecologice, de prognoză a vremii, de măsurare a activităților seismice și geomagnetice, de culegere a datelor privind interferențele în radiocomunicații.
Bază românească de cercetări polare este construită din materiale anticorozive și termoizolante și dispune de un laborator, o stație radio, cinci spații de dormit și un depozit pentru combustibili.

## Planuri de viitor
Din cele 13 expediții polare la care a participat, opt au fost organizate și conduse de către Teodor Negoiță. Cinci dintre tovarășii săi de explorări polare și-au pierdut viața în timpul primei expediții a lui Teodor Negoiță în Antarctica, atunci când vântul le-a izbit elicopterul de pământ. 
Negoiță și-a exprimat dorința de a efectua cercetări pe dealurile Larsemann, cu scopul de a face prelevări de probe din soluri și din lacuri, de a realiza teste medicale, studii de poluare și schimbări climatice. De asemenea, îl interesează prelevarea de microorganisme și fragmente de meteoriți din gheață. 
Dr. Negoiță s-a declarat dezamăgit de lipsa fondurilor pentru organizarea acestor expediții. Costul total de expediție pentru 3 cercetători, mobilizați pentru trei luni pe continentul antarctic, se ridică la 25.000 de euro. "Am început să plâng de unul singur, acolo, în mijlocul ghețurilor - de necaz, când am văzut ce oportunități au acolo chinezii și rușii. Din punct de vedere al atenției pe care ne-o acordă statul, suntem în urma bulgarilor. Bulgarii primesc 300.000 de dolari pe an de la ministerul lor de externe, pentru Antarctica", a declarat cu tristețe cercetătorul român. 
Majoritatea statelor din Europa, inclusiv fostele state socialiste Rusia, Ucraina sau Bulgaria, dețin institute polare finanțate de stat și aflate sub patronajul Academiei și al Ministerului de Externe. România nu deține nici un institut de stat în acest domeniu, ci un institut privat, independent de guvern sau de Academie, Institutul Român de Cercetări Polare, au un personal de 10 cercetători.
Academia Română a invocat ca motiv pentru a nu constitui un institut de cercetări polare numărul mic, de doi sau trei cercetători. Negoiță afirmă că membrii Academiei sunt dezinformați, în România existând peste 20 de cercetători care se ocupă de Antarctica, dintre care 10 sunt angajați ai Institutului Român de Cercetări Polare.

## Lucrări publicate
Exploratorul Teodor Negoiță a publicat peste 28 de lucrări științifice în domeniul cercetărilor polare. Pentru a-și promova activitatea, a ales să abordeze și stilul beletristic pentru ca publicul român larg să devină mai interesat de acest domeniu fascinant al științei actuale. 
Printre cărțile publicate, amintim:
- „Știința pe gheață. Cu chinezii în Antarctica” (2005), a fost scrisă pe baza jurnalului ținut pe durata celor 130 de zile din iarna anului 2002-2003 în care Teodor Negoiță a participat la a 19-a expediție chineză pe continentul sudului extrem.
- Ambasada României în Antarctica. Stația Law-Racoviță